# Lijst van diskjockeys op Sublime
Dit is een lijst met de huidige en voormalige diskjockeys van het Nederlandse commerciële radiostation Sublime.
Legenda
-  = Actieve diskjockeys zijn voorzien van een gekleurd blokje.
- Jaartallen betreffen alleen dj-werk (geen werk als sidekick of productie).

## B
|  | Naam                 | Periode(s) | Opmerkingen |
|  | -------------------- | ---------- | ----------- |
|  | Jaap Brienen         | 2019–      |             |
|  | Francis Broekhuijsen | 2020–2023  |             |

## D
|  | Naam         | Periode(s) | Opmerkingen |
|  | ------------ | ---------- | ----------- |
|  | Rolf Delfos  |            |             |
|  | Candy Dulfer | 2021–      |             |

## E
|  | Naam          | Periode(s) | Opmerkingen |
|  | ------------- | ---------- | ----------- |
|  | Turne Edwards | 2021–2023  | [ 1 ]       |

## G
|  | Naam                   | Periode(s)            | Opmerkingen          |
|  | ---------------------- | --------------------- | -------------------- |
|  | Wouter van der Goes    | 2024–                 | [ 2 ]                |
|  | Jan-Paul Grootentraast | jan. 2023 - juli 2023 | inval-dj. middagshow |

## H
|  | Naam               | Periode(s) | Opmerkingen |
|  | ------------------ | ---------- | ----------- |
|  | Sander de Heer     | 2018–2019  |             |
|  | Frank van 't Hof   | 2024–      | [ 2 ]       |
|  | Angelique Houtveen | 2021–2025  | [ 3 ]       |

## M
|  | Naam          | Periode(s) | Opmerkingen |
|  | ------------- | ---------- | ----------- |
|  | Rob Manga     |            |             |
|  | Hans Mantel   |            |             |
|  | One'sy Muller | 2022–2023  |             |

## V
|  | Naam          | Periode(s) | Opmerkingen |
|  | ------------- | ---------- | ----------- |
|  | Sven van Veen | 2024–      | [ 2 ]       |

## W
|  | Naam           | Periode(s) | Opmerkingen |
|  | -------------- | ---------- | ----------- |
|  | Bas Westerweel | 2013       |             |
|  | John Williams  | 2022–2023  | [ 4 ]       |
|  | Bart Wirtz     |            |             |